# مارتين زيمان
مارتين زيمان (بالتشيكية: Martin Zeman)‏ (28 مارس 1989 بتابور في التشيك - ) هو لاعب كرة قدم تشيكي في مركز الوسط. شارك مع منتخب التشيك تحت 17 سنة لكرة القدم ومنتخب التشيك تحت 19 سنة لكرة القدم ومنتخب جمهورية التشيك تحت 20 سنة لكرة القدم ومنتخب جمهورية التشيك تحت 21 سنة لكرة القدم. أما مع النوادي، فقد لعب مع أدميرا فاكر مودلينغ وسبارتا براغ وفيكتوريا بلزن ونادي سينيتسا ونادي سيون ونادي بريبرام.

## وصلات خارجية
- مارتين زيمان على موقع الاتحاد الدولي (مؤرشف)  (الإنجليزية)
- مارتين زيمان على موقع الاتحاد الأوربي (الإنجليزية)
- مارتين زيمان على موقع الاتحاد التشيكي (الإنجليزية)
- مارتين زيمان على موقع قاعدة بيانات كرة القدم.إي يو (الإنجليزية)
- مارتين زيمان على موقع Soccerway.com (الإنجليزية)
- مارتين زيمان على موقع عالم كرة القدم.نت (الإنجليزية)
- مارتين زيمان على موقع AS.com (الإسبانية)